# Comté de Carnarvon
Pour les articles homonymes, voir Carnarvon.
Le Comté de Carnarvon est une zone d'administration locale sur la côte est de l'Australie-Occidentale en Australie. Le comté est situé à 900 kilomètres au nord de Perth, la capitale de l'État. 
Le centre administratif du comté est la ville de Carnarvon

## histoire

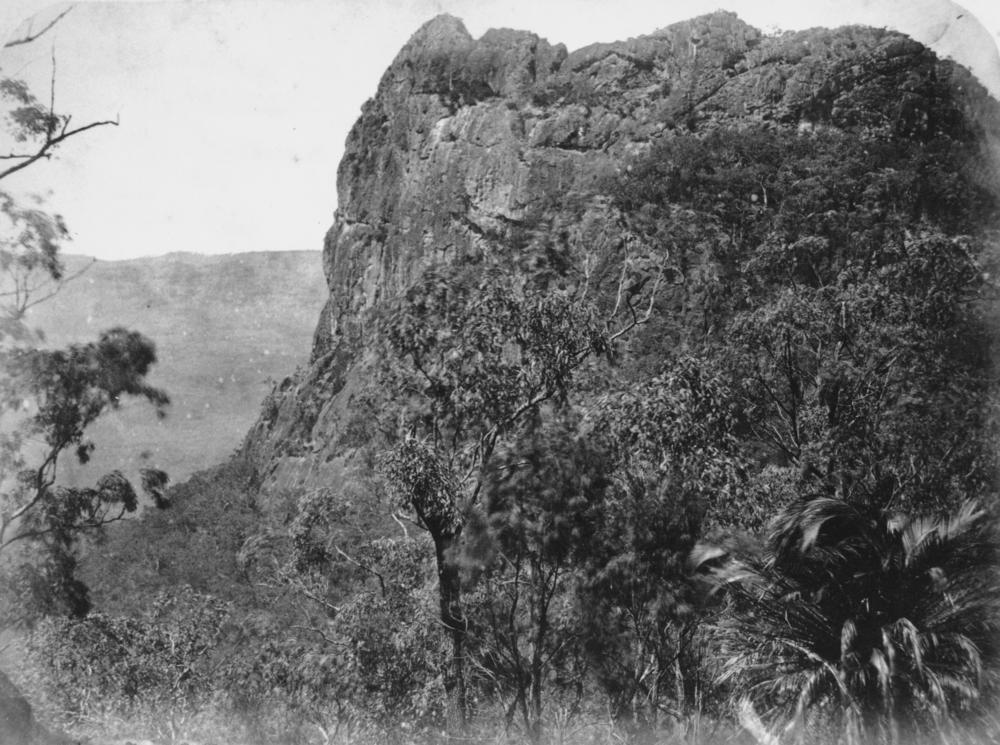
Mont Brazenose, en 1877

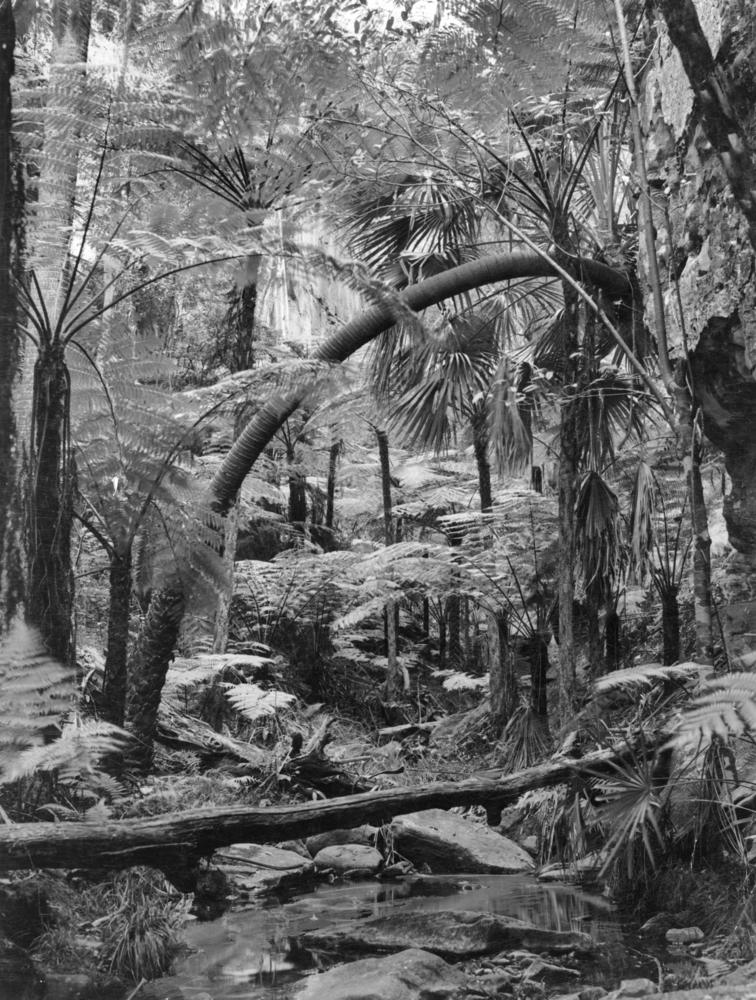
Forêt pluvieuse et ses fougères arborescentes, 1938

le comté de Carnarvon s'est développé en fusionnant trois entités distinctes 
1. le Carnarvon Municipal District, qui gouverne la cité de Carnarvon et a été constitué en 1891;
2. le Lower Gascoyne Road Board (1887)
3. le Minilya Road Board (1893).

En 1911, les deux Conseils ont fusionné pour former le Gascoyne-Minilya Road Board.
Le 1er juillet 1961, Carnarvon est devenu une ville et Gascoyne-Minilya un Conté conformément aux changements apportés aux lois locales. 
Le 1er mars 1965, les deux entités ont fusionné pour former le Comté de Carnarvon

## Économie
L'économie du comté est basée sur l'agriculture (moutons, bananes et tomates) et le tourisme

## Gouvernance politique
Le comté est divisé en un certain nombre de localités:
- Carnarvon
- Babbage Island
- Brockman
- Coral Bay
- Kennedy Range
- Lyndon
- Macleod
- Wooramel

Le comté a 9 conseillers locaux et est divisé en 4 circonscriptions
- Town Ward (6 conseillers)
- Plantation Ward
- Gascoyne/Minilya North
- Gascoyne/Minilya South.